# Marcel Ongenae
Marcel Ongenae (Varsenare, 3 de juliol de 1934 - Torhout, 8 d'octubre de 2014) va ser un ciclista belga que fou professional entre 1958 i 1967.
El seu germà Dirk també fou ciclista professional.

## Palmarès
- 1955
  - Vencedor d'una etapa a la Volta a Bèlgica amateur
- 1962
  - 1r a la Gullegem Koerse
  - Vencedor d'una etapa a la Volta a Catalunya
- 1964
  - 1r al GP Flandria

### Resultats al Tour de França
- 1962. 51è de la classificació general
- 1963. 58è de la classificació general
- 1964. Abandona (4a etapa)

### Resultats al Giro d'Itàlia
- 1962. Abandona
- 1964. 66è de la classificació general